# 수페르코파 이탈리아나 2014
수페르코파 이탈리아나 2014는 수페르코파 이탈리아나의 27번째 경기이며, 2014년 12월 22일 카타르 도하의 자심 빈 하마드 경기장에서 열렸다. 매년 열리는 축구 경기로서 올해는 세리에 A 2013-14 우승팀인 유벤투스 FC와 코파 이탈리아 2013-14 우승팀인 SSC 나폴리가 경기를 가졌고, 정규시간 90분 경기를 1–1로, 연장전 종료까지 점수가 2–2로 비기며 승부가 나지 않았고, 승부차기에서 나폴리가 유벤투스를 6–5로 이기며 우승 트로피를 가져갔다.

## 개요
유벤투스와 나폴리 간의 수페르코파 이탈라아나 경기는 이번이 4번째다. 1990년 경기에서는 나폴리가 5–1로 이겼으며, 2012년 경기에서는 유벤투스가 연장전까지 가며 4–2로 승리했다.
이번 경기는 1996년 1월 17일에 열린 1995년 경기 이후 19년 만에 다시 겨울기간에 치러지는 대회이며, 14년 만에 8월에 치러지는 경기가 아니게 된다. 이 경기는 본래 2014년 8월 24일에 시즌의 서막을 올리는 경기로서 치러질려고 했으나 나폴리의 챔피언스리그 플레이오프 경기 때문에 경기 날짜를 연기하기로 결정됐다.

## 경기 정보
| 유벤투스          | 2 – 2 (연장전) | 나폴리                                                                               |
| ----------------- | -------------- | ------------------------------------------------------------------------------------ |
| - 테베스 5′, 107′ | 리포트         | - 이과인 86′, 118′                                                                   |
| 승부차기          |                |                                                                                      |
|                   | 5 – 6          | - 조르지뉴 - 굴람 - 알비올 - 인러 - 이과인 - 가르가노 - 메르턴스 - 카예혼 - 쿨리발리 |

| 유벤투스 | 나폴리 |

|                       |    |                       |      |      |
|                       |    |                       |      |      |
| GK                    | 1  | 잔루이지 부폰 (c)     |      |      |
| DF                    | 26 | 슈테판 리히트슈타이너 |      | 79′  |
| DF                    | 19 | 레오나르도 보누치     |      |      |
| DF                    | 3  | 조르조 키엘리니       |      |      |
| DF                    | 33 | 파트리스 에브라       |      |      |
| MF                    | 6  | 폴 포그바             |      |      |
| MF                    | 21 | 안드레아 피를로       |      | 66′  |
| MF                    | 8  | 클라우디오 마르키시오 |      |      |
| MF                    | 23 | 아르투로 비달         |      |      |
| FW                    | 10 | 카를로스 테베스       | 109′ |      |
| FW                    | 14 | 페르난도 요렌테       |      | 106′ |
| 교체 명단:            |    |                       |      |      |
| GK                    | 30 | 마르코 스토라리       |      |      |
| GK                    | 34 | 루비뉴                |      |      |
| DF                    | 5  | 안젤로 오그본나       |      |      |
| DF                    | 41 | 필리포 로마냐         |      |      |
| MF                    | 7  | 시모네 페페           |      |      |
| MF                    | 11 | 킹슬레 코망           |      |      |
| MF                    | 20 | 시모네 파도인         |      | 79′  |
| MF                    | 37 | 로베르토 페레이라     | 69′  | 66′  |
| MF                    | 38 | 페데리코 마티엘로     |      |      |
| FW                    | 9  | 알바로 모라타         |      | 106′ |
| FW                    | 12 | 세바스티안 조빈코     |      |      |
| 감독:                 |    |                       |      |      |
| 마시밀리아노 알레그리 |    |                       |      |      |

|                 |    |                       |       |      |
|                 |    |                       |       |      |
| GK              | 1  | 하파에우              |       |      |
| DF              | 11 | 크리스티안 마조       |       |      |
| DF              | 33 | 라울 알비올           | 80′   |      |
| DF              | 26 | 칼리두 쿨리발리       |       |      |
| DF              | 31 | 파우지 굴람           | 105′  |      |
| MF              | 77 | 왈테르 가르가노       |       |      |
| MF              | 19 | 다비드 로페스         |       | 91′  |
| MF              | 7  | 호세 카예혼           | 76′   |      |
| MF              | 17 | 마레크 함시크 (c)     |       | 78′  |
| MF              | 6  | 요나탄 더 휘즈만      |       | 106′ |
| FW              | 9  | 곤살로 이과인         | 45+1′ |      |
| 교체 명단:      |    |                       |       |      |
| GK              | 15 | 로베르토 콜롬보       |       |      |
| GK              | 45 | 마리아노 안두하르     |       |      |
| DF              | 4  | 엔히크                |       |      |
| DF              | 5  | 미겔 브리토스         |       |      |
| DF              | 16 | 잔도메니코 메스토     |       |      |
| DF              | 96 | 세바스티아노 루페르토 |       |      |
| MF              | 8  | 조르지뉴              |       | 106′ |
| MF              | 14 | 드리스 메르턴스       | 83′   | 78′  |
| MF              | 22 | 요시프 라도셰비치     |       |      |
| MF              | 60 | 안토니오 로마노       |       |      |
| MF              | 88 | 괴칸 인러             |       | 91′  |
| FW              | 91 | 두반 사파타           |       |      |
| 감독:           |    |                       |       |      |
| 라파엘 베니테스 |    |                       |       |      |

## 같이 보기
- 세리에 A 2013-14
- 코파 이탈리아 2013-14